# Humphrey de Bohun, II conde de Hereford

Armas de Bohun: Azure, una curva argent cotised o entre seis leones rampant o

Humphrey (IV) de Bohun (1204 - 24 de septiembre de 1275) fue II conde de Hereford y I conde de Essex, así como Lord alto condestable de Inglaterra. Era hijo de Henry de Bohun, I conde de Hereford, y Maud FitzGeoffrey.

## Carrera
Fue uno de los nueve padrinos del príncipe Eduardo, el futuro Eduardo I. Sirvió como gran sheriff de Kent para 1239–1240.
En 1258, después de regresar de una peregrinación a Tierra Santa, Humphrey abandonó la causa real y se pasó a la baronal. Formó parte del comité de veinticuatro nombrado en el Parlamento de Oxford que creó las Provisiones de Oxford para reformar la administración. Sólo cuando Simón de Montfort se alió con Llewelyn de Gwynedd llevó al conde a abandonar la causa. Humphrey IV encabezó la primera secesión de las Marcas Galesas del partido de la oposición (1263), y fue hecho prisionero por los montfortianos en la batalla de Lewes.
El hijo y tocayo del conde fue derrotado en la batalla de Evesham, a lo que no sobreviviría mucho tiempo. Humphrey IV fue elegido como uno de los doce árbitros que prepararon el Dictum de Kenilworth (1266), por el que se autorizaba a los rebeldes desheredados a hacer las paces. Murió en 1275, siendo sucedido por su nieto Humphrey VI.

## Matrimonio e hijos
Se casó c. 1236 con Maud de Lusignan (c. 1210 – 14 de agosto de 1241), hija de Raoul I de Lusignan, Conde d'Eu, y su segunda mujer Alix d'Eu. Hijos:
1. Humphrey (V) de Bohun, que murió antes que su padre en 1265. El título condal fue heredado por su hijo Humphrey de Bohun, III conde de Hereford)
2. Henry de Bohun
3. Geoffrey de Bohun
4. Ralph de Bohun, Clérigo
5. Maud de Bohun, esposa de (1) Anselm Marshal, VI conde de Pembroke; (2) Roger de Quincy, II conde de Winchester
6. Alice de Bohun, esposa de Roger V de Toeni
7. Eleanor de Bohun, esposa de Sir John de Verdun, Barón de Westmeath

Se casó en segundas nupcias con Maud de Avenbury (d. 8 de octubre de 1273), con quien tuvo dos hijos:
1. John de Bohun
2. Sir Miles de Bohun

## Muerte y enterramiento
Murió en Warwickshire y fue enterrado en Llanthony Secunda, Gloucester.